# The Mists of Avalon
The Mists of Avalon is een miniserie uit 2001 naar de gelijknamige succesroman Nevelen van Avalon van Marion Zimmer Bradley (1983). De serie werd geregisseerd door Uli Edel.
Vrouwelijke acteurs vertolken de rollen van de vrouwen die de loop der dingen met hun onpeilbare geestelijke krachten hebben gestuurd. Anjelica Huston (The Addams Family) presenteert zich als de hogepriesteres Viviane, de Vrouwe van het Meer, die vastbesloten is om de oeroude heidense tradities van Avalon ongeschonden te bewaren. Julianna Margulies (ER) neemt de rol van Morgaine op zich, haar opvolgster. Joan Allen (The Contender) biedt tegenstand als de onwrikbare Morgause, die de troonsbestijging naar haar eigen hand wil zetten. Het lot van de natie ligt besloten in het leven en de daden van deze drie vrouwen en... in de Nevelen van Avalon.

## Rolverdeling
- Anjelica Huston: Viviane
- Julianna Margulies: Morgaine
- Joan Allen: Morgause
- Samantha Mathis: Gwenhwyfar
- Caroline Goodall: Igraine
- Edward Atterton: Arthur
- Michael Vartan: Lancelot
- Michael Byrne: Merlijn
- Hans Matheson: Mordred
- Mark Lewis Jones: Uther
- Clive Russell: Gorlois